# Univers, univers
Univers, univers est un roman de Régis Jauffret publié le 22 août 2003 aux éditions Verticales et ayant obtenu le prix Décembre la même année.

## Éditions
- Univers, univers, éditions Verticales, 2003  (ISBN 2843351766).